# رآیدل
رآیدل (به انگلیسی: Ryedale) یک منطقهٔ مسکونی در بریتانیا است که در یورک‌شر شمالی واقع شده‌است.